# Curuapira
Curuapira is een kevergeslacht uit de familie van de boktorren (Cerambycidae). De wetenschappelijke naam van het geslacht werd voor het eerst geldig gepubliceerd in 1998 door Martins & Galileo.

## Soorten
Curuapira omvat de volgende soorten:
- Curuapira apyama Martins & Galileo, 2005
- Curuapira exotica Martins & Galileo, 1998
- Curuapira tuberosa Galileo & Martins, 2003